# Eitbnet
Eitbnet, S.A.  fue la empresa de  de producción y distribución de contenidos para internet y los nuevos soportes de comunicación y servicio del grupo de comunicación público  de la Comunidad Autónoma de Euskadi en España, dependiente del gobierno vasco. Tenía la figura jurídica de  Sociedad anónima, con la naturaleza sociedad mercantil y régimen comptable privado. Junto con las de las sociedades  públicas Eusko Irratia-Radiodifusión Vasca S.A., Gasteiz Irratia-Radio Vitoria, S.A., dedicadas a la producción y difusión de radio, Euskal Telebista-Televisión Vasca, S.A., dedicada la emisión y de producción de televisión  y el Ente Público Euskal Irrati Telebista-Radio Televisión Vasca conformaba el grupo de comunicación público vasco.
Fue creada 25 de junio de 2003 por decisión del Gobierno Vasco y se disolvió en el año 2020 para integrarse en Euskal Telebista-Televisión Vasca, S.A., conformando desde entonces, junto al Ente Público Euskal Irrati Telebista-Radio Televisión Vasca, el grupo de comunicación público vasco  legislativamente dependiente del Parlamento Vasco y del Gobierno Vasco, encuadrada en la Consejería de Cultura.

## Historia
Eitbnet, S.A. se creó, con personalidad jurídica propia y duración indefinida, mediante escritura pública otorgada el 25 de junio de 2003 en base al decreto 100/2003 del gobierno vasco que autorizaba al Ente Público de derecho privado Radio Televisión Vasca / Euskal Irrati Telebista a la  creación de una nueva sociedad para cubrir la creación, producción y difusión de contenidos y servicios de comunicación en los nuevos soportes multimedia. Dicha autorización se basaba en el Contrato-Programa que el Gobierno Vasco y Euskal Irrati Telebista habían acordado y firmado el 5 de noviembre de 2002 entre cuyos contenidos figuraba el de 

contribuir y participar en el desarrollo de contenidos y servicios de comunicación en los nuevos soportes multimedia .../... contribuir y participar en el acercamiento de las Administraciones Públicas vascas a los ciudadanos a través de los nuevos soportes multimedia de comunicación .../... desarrollar contenidos y servicios de comunicación en los nuevos soportes para las Administraciones vascas", previéndose incluso la creación de una nueva Sociedad a tal efecto.

La nueva sociedad tenía como finalidad el cumplimiento de los compromisos adoptados en el Contrato-Programa firmado en noviembre de 2002, la colaboración con los centros tecnológicos del ámbito de las nuevas estructuras comunicativas, participar en el desarrollo del sector audiovisual vasco mediante la participación en proyectos empresariales y la de mantener un régimen económico específico cuya única fuente de financiación son los ingresos propios por el desarrollo de su actividad. El Consejo de Administración EITB aprobó la creación de la nueva sociedad en la sesión celebrada el 29 de abril de 2003.
El decreto de creación autoriza a EITB la creación de una sociedad pública filiar con la figura jurídica de Sociedad Anónima en la que el único socio sea EITB y cuya denominación sea Eitbnet, S.A.. 
La finalidad de esta sociedad será la de 

La producción reproducción, publicación, compra, venta explotación comercial y distribución de contenidos para la sociedad de la información y especialmente los interactivos, multimedia y en red para los nuevos soportes de comunicación y servicio.

La puesta en marcha y mantenimiento de canales de comunicación y de servicio en estos nuevos soportes representados hoy por la televisión digital, teletexto, internet, y telefonía móvil y en un futuro por los que el desarrollo tecnológico haga posible.

La colaboración con centros tecnológicos en proyectos de innovación en este mismo ámbito.

La participación en proyectos empresariales y en alianzas de carácter estratégico que contribuyan al desarrollo del sector audiovisual vasco y a la apertura del sector hacia otros mercados.

El capital social se fijó en 65.000 euros distribuido en seis mil quinientas acciones de 10 euros de valor nominal suscritas íntegramente por el Ente Público Radio Televisión Vasca / Euskal Irrati Telebista. La duración de la nueva sociedad es indefinida marcándose como fecha de cierre de los ejercicios anuales el 31 de diciembre de cada año y domiciliandola en la misma dirección que EITB.
La sociedad estaba regida y administrada por la Junta General de socias y un administrador único, que ostentaba el cargo de Director de Eitbnet S.A., nombrado por la dirección general de EITB. Para llevar a cabo las funciones encargadas, dirigir los negocios sociales, administrar la Sociedad y representarla en juicio y fuera de él, podía nombrar gerentes o apoderados, confiriendoles todas sus facultades delegables.
Eitbnet S.A. mantenía un régimen económico  y financiero específico  diferentes del de las otras sociedades filiales de ETIB. Su única fuente de financiación eran los ingresos propios por el desarrollo de su actividad. Aunque en su condición de Sociedad Anónima Pública de la Comunidad Autónoma del País Vasco se debía ajustar a la normativa especial que le era aplicable.
En 2007 cambia de domicilio social, pasando, como el resto de las sociedades filiales del Grupo que estaban domiciliadas en Yurreta, la calle Capuchinos de Basurto, 2 de Bilbao.
Según informe financiero del año 2019 Eitbnet S.A. una sociedad mercantil de régimen contable privado y presupuesto estimativo con partidas limitativas. Estaba adscrita y vinculada al departamento de Cultura y Política Lingüística del Gobierno Vasco y destinada a la gestión de recursos informativos. Contaba con un Capital Social de 423.960 euros que estaba, íntegramente, en manos de EITB. La Administración Única correspondía a la Dirección General de EITB, que en 2019 estaba ocupada por Maite Iturbe, y mantenía una plantilla media de 53 empleados. El activo total fue de 764.814 euros con un patrimonio neto 642.433 euros. El importe neto de la cifra de negocios 4.063.067 euros.
A finales de la década de 2010 la dirección general del grupo de comunicación, bajo el mandato de Maite Iturbe, realiza un análisis de los cambios tecnológicos y de costumbres surgidos en torno a la comunicación y el entretenimiento por vía electrónica. Dentro de ese análisis se realiza una reflexión acerca de la posible racionalización de su estructura societaria y modelo de administración, que permitan mejorar su eficiencia en la gestión. Del análisis surge la decisión de acometer una simplificación de la estructura societaria, que es aprobada por la Dirección General y el Consejo de Administración del Ente Público Euskal Irrati Telebista-Radio Televisión Vasca. Se decide disolver las sociedades Eitbnet, S.A., Eusko Irratia-Radiodifusión Vasca S.A. y Gasteiz Irratia-Radio Vitoria, S.A. e integrarlas en  Euskal Telebista-Televisión Vasca, S.A.. A esta última se le cambia de nombre denominándola EITB Media, S.A.U.. Esto se realiza mediante el Decreto 92/2020, de 14 de julio de 2020.
La nueva sociedad, que mantiene la fórmula jurídica de Sociedad Anónima pública y todas las acciones de la misma son propiedad del ente público EITB, aglutina todos los servicios audiovisuales (radio, televisión e internet) que anteriormente proporcionaban las empresas disueltas, manteniendo los mismos objetivos y fines sociales reflejados en la ley de creación del ente en 1982. Nace con un capital social fijado 58.695.330,78 euros dividido en 9.766.278 acciones nominativas, de 6,01 euros de valor nominal cada una de ellas, pertenecientes al ente público EITB, que será también quien financie la nueva sociedad tal y como se indica en el artículo 45 de la Ley 5/1982, de 20 de mayo de 1982 de creación del Ente. Los trámites burocráticos quedaron completados en noviembre del mismo año y la escrituración de las nuevas empresas se hizo en el Registro Mercantil con efectos retroactivos al 1 de enero de 2020.